# Tokugawa Ietsuna
Tokugawa Ietsuna (徳川 家綱?; 7 settembre 1641 – 4 giugno 1680) è stato un militare giapponese.
Primogenito di Tokugawa Iemitsu, fu il quarto shōgun dello shogunato Tokugawa.

## Infanzia
Ietsuna nacque da una concubina di Iemitsu, e da piccolo era molto debole di salute. Suo padre morì quando lui aveva solo 10 anni, così si ritrovò, nel 1651, ad essere nominato shōgun; fino alla sua maggiore età gli affari statali furono gestiti da cinque reggenti, tra cui Sakai Tadakatsu, Sakai Tadakiyo, Inaba Masanori, Matsudaira Nobutsuna (membro del clan a cui i Tokugawa appartenevano in origine) e Hoshina Masayuki (fratellastro di Iemitsu).
Ietsuna e i reggenti dovettero subito affrontare un tentativo di insurrezione dei rōnin, i samurai i cui clan erano caduti in disgrazia sotto lo shogunato (tipicamente perché si erano opposti al suo fondatore Ieyasu) ed erano rimasti privi di un signore da servire; due di loro, Yui Shosetsu e Marubashi Chuya, avevano organizzato un piano di rivoluzione che prevedeva insurrezioni contemporanee a Edo, Kyōto e Ōsaka, e l'esecuzione di alcune figure chiave dello shogunato, tra cui lo shōgun stesso. Shosetsu, che era di umili origini, idolatrava Toyotomi Hideyoshi e in qualche modo cercava di vendicarlo. Il piano, noto come rivolta di Keian, fu scoperto poco dopo la morte di Iemitsu, e fu brutalmente soppresso dai cinque reggenti. Poco dopo, nel 1652, un simile tentativo fu effettuato sull'isola di Sado da 800 altri rōnin, e anche stavolta l'intervento dello shogunato fu spietato.
Nel 1657 Edo fu avvolta dalle fiamme, e subì danni ingenti; occorsero due anni per ricostruire la città, e nel 1659, a conclusione dei lavori, lo shōgun Ietsuna presiedette una cerimonia di celebrazione.

## Governo
Nel 1663, la reggenza si concluse e Ietsuna salì ufficialmente al potere; i reggenti, con qualche cambio nella "squadra", però, divennero i suoi consiglieri. Questi erano Hoshina Masayuki, Itakura Shigenori, Tsuchiya Kazunao, Kuze Hiroyuki, e Inaba Masanori.
Ietsuna divise il potere abbastanza equamente con i suoi consiglieri. In alcuni casi, però, seppe imporre la propria autorità; ad esempio nell'abolizione del junshi, la pratica per la quale i samurai seguivano il loro signore nella morte. Fu sua anche la volontà di intervenire nel 1671 nella successione del clan Date di Sendai, evitando il possibile scoppio di un'altra guerra tra daimyō. Nel 1671, però, il gruppo di consiglieri aveva perso influenza perché molti dei suoi membri erano morti o ritirati.
Nel 1679, Ietsuna si ammalò. Il problema della sua successione divenne evidente, in quanto Ietsuna non aveva eredi, e Sakai Tadakiyo suggerì che il ruolo fosse affidato ad un figlio dell'Imperatore Go-Sai, legando lo shogunato alla famiglia imperiale come era accaduto in passato nello shogunato Kamakura; la proposta fu però letta come un tentativo di indebolire lo shogunato, e i Tokugawa scelsero invece come erede il fratello di Ietsuna, Tsunayoshi. Tadakiyo si ritirò dalla vita politica poco dopo, e Ietsuna morì nel 1680.